# 中村享一
中村 享一（なかむら きょういち、1951年 - ）日本の建築家。博士（芸術工学）。一宇一級建築士事務所代表。長崎市生まれ。

## 経歴
- 1974年 - 長崎造船大学工学部建築学科卒業後、白石建設株式会社に入社。
- 1982年 - 福岡市で中村建築設計室設立。
- 1991年 - はかた夢松原の会に参加し、百道浜で松原の復元活動を開始。
- 1991年 - 「Incubator」でJIA日本建築家協会オープンデザインコンペ（テーマ：長崎の都市の再構築）銅賞受賞。
- 1996年 - UIA世界建築家連合バルセロナ大会にて環境問題公募論文が住宅部門最優秀。
- 1997年 - 九州建築塾（JIA日本建築家協会九州支部）を創設し、実行委員長としてプロフェッションによる建築教育を開始。
- 2000年 -「旧長崎水族館保存再生問題」を機に、建築の臨終と再生を考える「建築再生デザイン会議」を招集し、副議長を務める。
- 2003年 -「福砂屋松が枝店」で日本商環境設計家協会デザイン賞優秀賞および日本グッドデザイン省受賞。
- 2004年 - 環境実験住宅「E7-project」（現在シェアハウス一宇邨）で第5回JIA環境建築賞受賞。
- 2006年 -「吉島家緞通ミュージアム」で第10回佐賀市都市景観賞受賞。
- 2009年 -「稲佐山観光ホテル」で省エネ照明デザインモデル事業受賞。
- 2010年 - 還暦を機に有限会社中村享一設計室から一宇一級建築士事務所に組織変更。
- 2011年 - 福岡市から長崎市に拠点を移動。同年「和水町立三加和小中学校」（NNSH設計共同体 / 野沢正光・中村享一・柴田真秀・東大森裕子）でくまもとアートポリス公募型プロポーザル最優秀賞受賞。
- 2013年 - 福岡の事務所を閉鎖し、長崎市に事務所開設。
- 2016年 - 九州大学大学院の博士(芸術工学)学位取得｡
- 2021年 -「海の上の建築革命: 近代の相克が生んだ超技師の未来都市〈軍艦島〉｣が21年度地方出版文化賞（奨励賞）を受賞。

## 著書・論文他
- 『E-7 project』1996年、UIA(世界建築家連合)バルセロナ大会の環境問題公募論文
- 『A study on the industrial productivity and urban infrastructure maintenance of Gunkanjima』2015年、EAROPH発表論文
- 『明治期三菱端島坑の形成過程に関する研究：端島から軍艦島へ』2016年、九州大学大学院学位請求論文
- 『宝箱の破壊とシビックプライド：長崎市公会堂の顛末とその後』2018年8月、ゆるり書房
- 「明治期三菱端島坑の形成過程：端島から軍艦島へ」（『理大 科学フォーラム』2018年8月号、東京理科大学）
- 『海の上の建築革命: 近代の相克が生んだ超技師の未来都市〈軍艦島〉』2020年９月、忘羊社